# Барбарів (станція)
Барбарíв (біл. Барбаро́ў) — позакласна вантажна залізнична станція Гомельського відділення Білоруської залізниці на відгалуженій лінії Михалки — Барбарів (завдожки 7,2 км) від магістральної лінії Калинковичі — Овруч. Розташована неподалік від однойменного агромістечка Барбарів Мозирського району Гомельської області.

## Історія
5 лютого 1975 року відбулося відвантаження першої партії готової продукції Мозирським нафтопереробним заводом, одночасно це і вважається датою відкриття станції Барбарів.
Для успішного розвитку інфраструктури навколо заводу зводилися допоміжні промислові підприємства, які згодом з'єднали зі станцією під'їзними шляхами. В умовах постійного зростання вантажопотоку виникла потреба у збільшенні пропускної та переробної спроможності. Тому з часом на станції була проведена масштабна реконструкція: укладені додаткові колії у сортувальному парку, подовжені і технічно переоснащено дві приймальні колії, які раніше спеціалізувалися як виставкові.
2015 року станція Барбарів відзначила 40-річний ювілей.

## Діяльність станції
Станція здійснює прийом і видачу вантажів вагонними та дрібними відправками, що завантажуються цілими вагонами, тільки на під'їзних коліях і місцях незагального користування (згідно з Тарифним керівництвом 4, книга 2 станція працює по § 3). Практично 100 % перевезень на станції складають небезпечні вантажі. Станція обслуговує такі підприємства, як  ВАТ «Мозирський НПЗ», державне підприємство «Білоруснафта-Транс», РУП «СГ-Транс». Вантажні перевезення здійснються переважно у країни СНД і Балтії, а також до Польщі, Угорщини, Словаччини, Монголії.

### Після електрифікації
Станція Барбарів включає 2 парки та 3-й парк, де здійснюється навантаження. Перший парк — це приймально-відправний, далі — знаходиться сортувальний парк.
Вантажні состави будуть прибувати до приймально-відправного парку, до якого прокладається електрифікація, де електровоз буде відчіплюватися і їхати або під інший состав, який буде відвозити інший состав або прямувати резервом, а до составу, що привіз електровоз, буде приєднаний маневровий ТМЕ1 або ЧМЕ3 та тягнути на сортувальну гірку, де буде здійснюватися розсортування вагонів. Сам нафтопереробний завод розташований приблизно за 3-4 км від приймально-відправного парку.